# الفاطيط (أولاد بوساكن)
الفاطيط هو دُوَّار يقع بجماعة أولاد بوساكن، إقليم سيدي بنور، جهة الدار البيضاء سطات في المملكة المغربية. ينتمي الدوّار لمشيخة أولاد بوساكن التي تضم 16 دوار. يقدر عدد سكانه بـ 457 نسمة حسب الإحصاء الرسمي للسكان والسكنى لسنة 2004.

## روابط خارجية
- البوابة الوطنية للجماعات الترابية
- المندوبية السامية للتخطيط